# Aequidiplosis ampla
Aequidiplosis ampla är en tvåvingeart som beskrevs av Fedotova 2006. Aequidiplosis ampla ingår i släktet Aequidiplosis och familjen gallmyggor. Inga underarter finns listade i Catalogue of Life.